# قرق‌قلعه
قرق‌قلعه (به ترکی استانبولی: Kırıkkale) یکی از شهرهای ترکیه است.
این شهر با جمعیت ۲۰۵٬۰۷۸ مرکز استان قرق‌قلعه است.
نام قرق‌قلعه به معنی «قلعهٔ شکسته» است.